# Список Penthouse Pets of the Year
Кі́шечка ро́ку (англ. Pet of the Year) — нагорода журналу Penthouse найкращій за рік моделі. Нижче наведений список усіх переможниць.

## Кішечки року
| Name                                            | Year |
| ----------------------------------------------- | ---- |
| Евелін Тречер Evelyn Treacher                   | 1970 |
| Стефані Маклін Stephanie McLean                 | 1971 |
| Тіна Макдоуел Tina McDowall                     | 1972 |
| Патрісія Баррет Patricia Barrett                | 1973 |
| Евріл Ланд Avril Lund                           | 1974 |
| Анека Де Лоренцо Anneka De Lorenzo              | 1975 |
| Лаура Беннет Дун Laura Bennett Doone            | 1976 |
| Вікторія Лін Джонсон Victoria Lynn Johnson      | 1977 |
| Домінік Мор Dominique Maure                     | 1978 |
| Черіл Ріксон Cheryl Rixon                       | 1979 |
| Ізабелла Ардіго Isabella Ardigo                 | 1980 |
| Даніель Дено Danielle Deneux                    | 1981 |
| Корін Алфен Corinne Alphen                      | 1982 |
| Шейла Кеннеді Sheila Kennedy                    | 1983 |
| Лінда Кентон Linda Kenton                       | 1984 |
| Ніхто                                           | 1985 |
| Коді Кормек Cody Carmack                        | 1986 |
| Мінді Феррар Mindy Farrar                       | 1987 |
| Петті Маллен Patty Mullen                       | 1988 |
| Джинджер Міллер Ginger Miller                   | 1989 |
| Стефані Пейдж Stephanie Page                    | 1990 |
| Сімона Бриджит Simone Brigitte                  | 1991 |
| Бренді Ледфорд (Джизель) Jisel (Brandy Ledford) | 1992 |
| Джулі Стрейн Julie Strain                       | 1993 |
| Саша Вінні Sasha Vinni                          | 1994 |
| Джина Ламарка Gina LaMarca                      | 1995 |
| Енді С'ю Ірвін Andi Sue Irwin                   | 1996 |
| Елізабет Енн Хілден Elizabeth Ann Hilden        | 1997 |
| Пейдж Самерс Paige Summers                      | 1998 |
| Нікі Сент-Джилс Nikie St. Gilles                | 1999 |
| Джульєт Каріага Juliet Cariaga                  | 2000 |
| Зденка Подкапова Zdenka Podkapova               | 2001 |
| Меган Мейсон Megan Mason                        | 2002 |
| Санні Леон Sunny Leone                          | 2003 |
| Вікторія Здрок Victoria Zdrok                   | 2004 |
| Мартіна Воррен Martina Warren                   | 2005 |
| Джеймі Лінн Jamie Lynn                          | 2006 |
| Хезер Вендевен Heather Vandeven                 | 2007 |
| Еріка Еллісон Erica Ellyson                     | 2008 |
| Тая Паркер Taya Parker                          | 2009 |
| Тейлор Віксен Taylor Vixen                      | 2010 |
| Ніккі Бенц Nikki Benz                           | 2011 |
| Дженна Роуз Jenna Rose                          | 2012 |
| Ніколь Еністон Nicole Aniston                   | 2013 |

## Pets of the Year за місяцями, в яких вони перемогли

### Січень
- Патрісія Баррет (1972)
- Мартіна Воррен (2003)
- Джеймі Лін (2005)
- Хезер Вендевен (2006)
- Erica Ellyson (2007)
- Taya Parker (2008)

### Лютий
- Ніхто

### Березень
- Евріл Ланд (1973)
- Нікі Сент-Джилс (1997)
- Санні Леон (2001)

### Квітень
- Стефані Маклін (1970)
- Ізабелла Ардіго (1979)
- Сімона Бриджит (1989)
- Зленка Подкапоів (1998)
- Ніккі Бенц (2010)

### Травень
- Коді Кормек (1981)
- Лінда Кентон (1983)
- Бренді Ледфорд (1990)
- Джина Ламарка (1993)

### Червень
- Домінік Мор (1977)
- Деніель Дено (1980)
- Джулі Стрейн (1991)
- Елізабет Енн Хілден (1995)
- Вікторія Здрок (2002)

### Липень
- Меган Мейсон (2000)

### Серпень
- Вікторія Лін Джонсон (1976)
- Корін Алфен (1981)
- Петті Маллен (1986)
- Пейдж Самерс (1996)
- Ніколь Еністон (2013)

### Вересень
- Евелін Тречер (1969)
- Тіна Макдоуел (1970)
- Анека Де Лоренцо (1973)
- Джинджер Міллер (1986)
- Стефані Пейдж (1987)
- Саша Вінні (1991)
- Енді С'ю Ірвін (1993)
- Тейлор Віксен (2009)

### Жовтень
- Лаура Беннет Дун (1974)
- Дженна Роуз (2012)

### Листопад
- Мінді Феррар (1984)

### Грудень
- Черіл Ріксон (1977)
- Шейла Кеннеді (1981)
- Джульєт Каріага (1997)